# Федь Володимир Анатолійович
Володи́мир Анато́лійович Федь — український вчений-філософ, професор, доктор філософських наук, професор, завідувач кафедри філософії, історії та суспільно-гуманітарних дисциплін, Державний вищий навчальний заклад «Донбаський державний педагогічний університет».

## З біографії
У 1994 році закінчив з відзнакою Слов'янський державний педагогічний інститут за спеціальністю «олігофренопедагогіка і логопедія».
З 1994 року за призначенням працював асистентом кафедри естетики, етики і культури. У цьому ж році вступив до аспірантури за спеціальністю естетика та паралельно починає здобувати другу вищу освіту.
В 1996 році здобув диплом за спеціальністю «Менеджмент освіти».
Починаючи з кінця 1997 року працює старшим викладачем кафедри естетики, етики і культури.
У 1998 році захистив дисертаційне дослідження на здобуття наукового ступеня кандидата філософських наук в Інституті філософії НАН України за темою «Дилема етичне — естетичне у проекції Модерну» за спеціальністю 09.00.08 «естетика».
Протягом 1999–2003 років Федь В. А. органічно поєднує науково-дослідницьку, науково-методичну та викладацьку діяльність.
У 2002 році випускає одноосібну монографію на тему «Модерн як парадигма філософської та художньої культури» (134 с.), публікує ряд статей, бере участь у міжвузівських та всеукраїнських наукових конференціях, читає цікаві лекції, проводить семінари, бере активну участь у розробці методичного забезпечення навчання.
З 2004 по 2007 рр. Федь В. А. навчається в докторантурі Державної академії керівних кадрів культури і мистецтв (очна форма навчання; науковий консультант — Бітаєв Валерій Анатолійович, доктор філософських наук, професор, проректор з наукової роботи Державної академії керівних кадрів культури і мистецтв).
У 2005 році здобув вчене звання — доцент кафедри естетики, історії та культури. У 2008 році Федь В. А. повернувся на кафедру естетики, історії та культури де працював на посаді доцента.
У 2009 році став членом Донецького осередку Наукового товариства ім. Т. Г. Шевченка, брав активну участь у роботі Українського культурологічного центру (м. Донецьк), систематично друкувався у Віснику наукового товариства ім. Шевченка. В цьому ж році випустив монографію «Культуротворче буття» (286 с.).
У лютому 2011 року Федь В. А. захистив дисертаційне дослідження на здобуття наукового ступеня доктора філософських наук зі спеціальності 26.00.01 — теорія та історія культури за темою «Світоглядні парадигми культуротворчого буття (український контекст)».
З 2012 року Федь В. А. є членом спеціалізованої вченої ради Д 29.051.05 Східноукраїнського національного університету імені Володимира Даля по захисту кандидатських і докторських дисертацій.
Федь В. А. є автором понад 130 наукових та навчально-методичних публікацій.